# Andreas Ostler
Andreas "Anderl" Ostler (né le 21 janvier 1921 à Grainau et mort le 24 novembre 1988 dans la même ville) est un bobeur ouest-allemand qui a concouru dans le début des années 1950.

## Biographie
Durant son adolescence pendant les Jeux olympiques d'hiver de 1936 qui ont lieu à Garmisch-Partenkirchen, Andreas Ostler et ses futurs coéquipiers du SC Riessersee commencent à s'intéresser aux sports d'hiver. Lors des Jeux olympiques d'hiver de 1952 à Oslo, il devient la première personne à remporter les épreuves du bob à deux et du bob à quatre lors des mêmes Jeux olympiques d'hiver avec Lorenz Nieberl.
Quand les deux équipes de bob à quatre allemands, rivaux depuis leur jeunesse d'avant-guerre au SC Riessersee n'ont qu'une équipe qualifiée, ils décident d'unir leurs forces. Avec Friedrich Kuhn et Franz Kemser, les membres les plus lourds de l'équipe perdante, le bob Deutschland I gagne les quatre manches. Les médaillés d'or ont un poids combiné de 472 kg soit une moyenne de 118 kg par personne. Les règles ont été modifiées rapidement, introduisant une limite de 400 kg. Le film allemand Schwere Jungs est basé sur leur histoire.
Ostler gagne également quatre médailles aux Championnats du monde FIBT avec deux médailles d'or en 1951 et deux en argent en 1953, à domicile à Garmisch-Partenkirchen, chaque fois en bob à deux et en bob à quatre.
Ostler porte le drapeau allemand durant la cérémonie d'ouverture des Jeux olympiques d'hiver de 1956 à Cortina d'Ampezzo où les Allemands ont participé dans l'équipe unifiée d'Allemagne.
Après sa carrière sportive, il est devenu chef cuisinier.

## Palmarès

### Jeux olympiques
- Oslo 1952
  -  Médaille d'or dans l'épreuve du bob à deux
  -  Médaille d'or dans l'épreuve du bob à quatre

### Championnats du monde
- Alpe d'Huez 1951
  -  Médaille d'or dans l'épreuve du bob à deux
  -  Médaille d'or dans l'épreuve du bob à quatre
- Garmisch-Partenkirchen 1953
  -  Médaille d'argent dans l'épreuve du bob à deux
  -  Médaille d'argent dans l'épreuve du bob à quatre